# 平洲組
平洲組（Ping Chau Formation）為一套於香港東平洲（Ping Chau）及其周邊海域出露的沉積岩層，於1943年被命名為平洲組。從地質歷史的角度來看，平洲組是香港最年輕的岩石，約於5000-6500萬年前形成。

## 岩性
平洲組主要曲均勻薄層狀粉砂岩、白雲質粉砂岩及泥岩組成，岩層厚度估計超過450米。礦物顆粒幼細，岩層發育非常細緻的層理。曾發現昆蟲化石及瀝青化植物碎片。
上述岩石抗蝕力薄弱。然而在東平洲西岸的龍落水，露出一層燧石質粉砂岩。由於該層燧石質粉砂岩含二氧化矽晶體，膠結力強，令該粉砂岩層非常堅硬，更能抵禦風化和侵蝕。

## 產狀與地層
根據平洲島上露頭顯示，岩層在島的南部呈東-西走向，向北方傾斜；在島的北部則呈東北-西南走向，向東南方傾斜。全島岩層傾角11-21度。平洲組平行整合於「赤洲組」粗碎屑沉積岩層之上。

## 形成環境
平洲組在始新世半乾旱的氣侯條件下，在湖泊中的靜水環境下沉積而成。在豐水季節時，幼細的粉砂在湖中沉積成一個紋層；旱季時湖水蒸發鹽度上升，礦物鹽結晶，又沉殿出另一個紋層。旱季雨季互換形成了薄層韻律狀層埋。湖盆沉積環境相信亦導致平洲島南部與北部岩層傾斜方向近乎相反。
另外，當湖水周期性乾涸時，石膏便形成。其後，石膏被雨水溶解，在粉砂岩節理面上留下空模子。這些模子最終被次生礦物包括霓輝石、沸石及方解石等礦物填補。